# Роздільнянська міська рада
Роздільня́нська міська́ ра́да — орган місцевого самоврядування Роздільнянської міської громади Роздільнянського району Одеської області. Повноваження міської ради розповсюджуються на території 1 міста та 50 сіл.
25 жовтня 2020 року відбулись перші вибори до міської ради Роздільнянської територіальної громади у 4 округах на 19 виборчих дільницях серед 24914 виборців. У раду тергромади 2020 року обрано міського голову та 26 депутатів. Перша сесія ради ТГ відбулася 10 грудня 2020 року.

## Історія

### Рада як адміністративно-територіальна одиниця
До 2020 року існувала також як адміністративно-територіальна одиниця Роздільнянського району (поділ 1930—2020), якій був підпорядкований один населений пункт — м. Роздільна.
Населення Роздільненської сільради Тарасо-Шевченківського району Одеської округи Одеської губернії на початку 1924 року становило 3165 осіб.
Роздільнянська міськрада була утворена в 1957 році після отримання Роздільною статусу міста. Площа ради як адміністративно-територіальної одиниці складала 23,77 км2. Станом на 1 травня 1967 року на території міськради був розсадницький радгосп «Роздільнянський» (господарський центр — Роздільна).
Відповідно до розпорядження КМУ № 623-р від 27 травня 2020 року «Про затвердження перспективного плану формування територій громад Одеської області» Роздільнянська міська рада як АТО разом ще з 10 сільрадами колишнього Роздільнянського району ввійшла до складу спроможної Роздільнянської міської громади. Дата ліквідації АТО — 17 липня 2020 року.

### Рада як орган місцевого самоврядування
До міської ради як до ОМС 10 грудня 2020 року приєдналися 10 сільських рад: Виноградарська, Старостинська, Єреміївська, Кам'янська, Буцинівська, Калантаївська, Новоукраїнська, Понятівська, Кошарська та Бецилівська, припинивши таким чином своє існування.

### Голови ради попередніх скликань
| № скликання | Адміністративна одиниця | Прізвище, ім'я, по батькові    | Основні відомості                          | Партійна приналежність                   | Дата обрання | % від загальної кількості голосів | Голосів              | Явка, %              | Дата звільнення                    |
| ----------- | ----------------------- | ------------------------------ | ------------------------------------------ | ---------------------------------------- | ------------ | --------------------------------- | -------------------- | -------------------- | ---------------------------------- |
| III         | місто Роздільна         | Лужний Михайло Миколайович     | Міський голова, 19.03.1960 року народження |                                          | квітень 1998 |                                   |                      |                      | квітень 2002                       |
| IV          | місто Роздільна         | Лужний Михайло Миколайович     | Міський голова, 19.03.1960 року народження |                                          | 31.03.2002   |                                   |                      |                      | квітень 2006                       |
| V           | місто Роздільна         | Кіндюк Борис Володимирович     | Міський голова, 1957 року народження       | безпартійний                             | 26.03.2006   |                                   |                      |                      | 01.10.2008, відсторонений у квітні |
| V           | місто Роздільна         | Палазов Юрій Миколайович       | 11.11.1964 року народження                 | Сильна Україна                           | квітень 2008 | виконувач обов'язків              | виконувач обов'язків | виконувач обов'язків | грудень 2008                       |
| V           | місто Роздільна         | Резниченко Олександр Іванович  | 01.12.1954 року народження                 | Прогресивна соціалістична партія України | грудень 2008 | виконувач обов'язків              | виконувач обов'язків | виконувач обов'язків | 31.03.2009                         |
| V           | місто Роздільна         | Лужний Михайло Миколайович     | Міський голова, 19.03.1960 року народження | член Народної партії                     | 15.03.2009   | 32                                | 1147                 |                      | 31.10.2010                         |
| VI          | місто Роздільна         | Шовкалюк Валерій Олександрович | Міський голова, 04.02.1962 року народження | член Партії регіонів                     | 08.11.2010   |                                   | 1325                 | 27                   | жовтень 2015                       |
| VII         | місто Роздільна         | Шовкалюк Валерій Олександрович | Міський голова, 04.02.1962 року народження | самовисуванець, безпартійний             | 11.2015      | 47,85                             | 1923                 | 28                   | жовтень 2020                       |
| VIII        | Роздільнянська ТГ       | Шовкалюк Валерій Олександрович | Міський голова, 04.02.1962 року народження | партія «Довіряй ділам»                   | 25.10.2020   | 47,8                              | 3929                 | 33,11                | нині обіймає посаду                |

Примітка: таблиця складена за даними сайту Верховної Ради України

## Склад ради

### Виконавчий апарат
Керівництво:
- Міський голова: Шовкалюк Валерій Олександрович
- Секретар ради: Антонова Тетяна Михайлівна
- Перший заступник міського голови: Босюк Ольга Леонідівна
- Заступник міського голови: Петровський Микола Вікторович
- Заступник міського голови: Петров Денис Васильович
- Заступник міського голови: Крилов Сергій Миколайович
- Керуючий справами виконавчого комітету міської ради: Ісаєв Олександр Валерійович
- Старости — 10 осіб

Загальна чисельність виконавчого апарата:
- з 10 грудня 2020 по 1 січня 2021 року — 93 штатні одиниці,
- з 1 січня по 1 березня 2021 року — 131,5 штатна одиниця,
- з 1 березня по 1 квітня 2021 року — 129,5 штатних одиниць,
- з 1 квітня 2021 року — 123,5 штатні одиниці.
- з 22 вересня 2021 року — 129,5 штатних одиниць,
- з 15 грудня 2021 року — 122 штатні одиниці.

| № п/п                                                  | Назва посади                                                                                  | Кількість штатних одиниць |
| ------------------------------------------------------ | --------------------------------------------------------------------------------------------- | ------------------------- |
| І. Керівництво міської ради та її виконавчого комітету |                                                                                               |                           |
| 1                                                      | Міський голова                                                                                | 1                         |
| 2                                                      | Секретар міської ради                                                                         | 1                         |
| 3                                                      | Перший заступник міського голови                                                              | 1                         |
| 4                                                      | Заступник міського голови з питань діяльності виконавчих органів                              | 3                         |
| 5                                                      | Керуючий справами виконавчого комітету                                                        | 1                         |
| 6                                                      | Староста                                                                                      | 10                        |
|                                                        | Всього                                                                                        | 17                        |
| ІІ. Апарат міської ради та її виконавчого комітету     |                                                                                               |                           |
|                                                        | Відділ загального діловодства та контролю                                                     |                           |
| 7                                                      | Начальник відділу                                                                             | 1                         |
| 8                                                      | Головний спеціаліст                                                                           | 1                         |
| 9                                                      | Спеціаліст І категорії                                                                        | 1                         |
|                                                        | Всього                                                                                        | 3                         |
|                                                        | Відділ організаційно-кадрової роботи                                                          |                           |
| 10                                                     | Начальник відділу                                                                             | 1                         |
| 11                                                     | Провідний спеціаліст                                                                          | 1                         |
| 12                                                     | Спеціаліст І категорії                                                                        | 1                         |
|                                                        | Всього                                                                                        | 3                         |
|                                                        | Бухгалтерський відділ                                                                         |                           |
| 13                                                     | Начальник відділу — головний бухгалтер                                                        | 1                         |
| 14                                                     | Провідний спеціаліст                                                                          | 1                         |
| 15                                                     | Спеціаліст І категорії                                                                        | 1                         |
|                                                        | Всього                                                                                        | 3                         |
|                                                        | Відділ з питань земельних відносин                                                            |                           |
| 16                                                     | Начальник відділу                                                                             | 1                         |
| 17                                                     | Головний спеціаліст                                                                           | 1                         |
| 18                                                     | Спеціаліст І категорії                                                                        | 5                         |
|                                                        | Всього                                                                                        | 7                         |
|                                                        | Юридичний відділ                                                                              |                           |
| 19                                                     | Начальник відділу                                                                             | 1                         |
| 20                                                     | Головний спеціаліст                                                                           | 1                         |
| 21                                                     | Спеціаліст І категорії                                                                        | 1                         |
|                                                        | Всього                                                                                        | 3                         |
|                                                        | Відділ комунікацій та інформаційно-технічного забезпечення                                    |                           |
| 22                                                     | Начальник відділу                                                                             | 1                         |
| 23                                                     | Спеціаліст І категорії                                                                        | 2                         |
|                                                        | Всього                                                                                        | 3                         |
|                                                        | Відділ інвестицій та розвитку територій                                                       |                           |
| 24                                                     | Начальник відділу                                                                             | 1                         |
| 25                                                     | Спеціаліст І категорії                                                                        | 1                         |
|                                                        | Всього                                                                                        | 2                         |
| 26                                                     | Головний спеціаліст                                                                           | 1                         |
| ІІІ. Обслуговуючий персонал                            |                                                                                               |                           |
| 27                                                     | Водій автотранспортних засобів                                                                | 2                         |
| 28                                                     | Прибиральник службових приміщень                                                              | 5,75                      |
| 29                                                     | Кур'єр                                                                                        | 0,25                      |
| 30                                                     | Опалювач                                                                                      | 5                         |
| 31                                                     | Інженер з охорони праці                                                                       | 1                         |
|                                                        | Всього                                                                                        | 14                        |
|                                                        | ЗАГАЛОМ                                                                                       | 56                        |
| IV. Виконавчі органи міської ради                      |                                                                                               |                           |
|                                                        | Фінансове управління Роздільнянської міської ради                                             |                           |
| 33                                                     | Начальник управління                                                                          | 1                         |
|                                                        | Відділ доходів та видатків бюджету                                                            |                           |
| 34                                                     | Заступник начальника управління — начальник відділу доходів та видатків бюджету               | 1                         |
| 35                                                     | Головний спеціаліст                                                                           | 2                         |
| 36                                                     | Провідний спеціаліст                                                                          | 1                         |
|                                                        | Відділ бухгалтерського обліку та звітності                                                    |                           |
| 37                                                     | Начальник відділу — головний бухгалтер                                                        | 1                         |
| 38                                                     | Головний спеціаліст                                                                           | 1                         |
| 39                                                     | Провідний спеціаліст                                                                          | 1                         |
|                                                        | Всього                                                                                        | 8                         |
|                                                        | Відділ освіти Роздільнянської міської ради                                                    |                           |
| 40                                                     | Начальник відділу                                                                             | 1                         |
| 41                                                     | Головний бухгалтер                                                                            | 1                         |
| 42                                                     | Спеціаліст І категорії                                                                        | 4                         |
|                                                        | Всього                                                                                        | 6                         |
|                                                        | Відділ культури Роздільнянської міської ради                                                  |                           |
| 43                                                     | Начальник відділу                                                                             | 1                         |
| 44                                                     | Головний бухгалтер                                                                            | 1                         |
| 45                                                     | Спеціаліст І категорії                                                                        | 1                         |
|                                                        | Всього                                                                                        | 3                         |
|                                                        | Відділ молоді та спорту Роздільнянської міської ради                                          |                           |
| 46                                                     | Начальник відділу                                                                             | 1                         |
| 47                                                     | Головний бухгалтер                                                                            | 1                         |
| 48                                                     | Спеціаліст І категорії                                                                        | 1                         |
|                                                        | Всього                                                                                        | 3                         |
|                                                        | Управління житлового-комунального господарства та інфраструктури Роздільнянської міської ради |                           |
| 49                                                     | Начальник управління                                                                          | 1                         |
| 50                                                     | Головний спеціаліст                                                                           | 1                         |
|                                                        | Відділ комунального майна                                                                     |                           |
| 51                                                     | Заступник начальника управління — начальник відділу комунального майна                        | 1                         |
| 52                                                     | Спеціаліст І категорії                                                                        | 1                         |
| 53                                                     | Провідний спеціаліст з питань надзвичайних ситуацій та цивільного захисту                     | 1                         |
|                                                        | Бухгалтерський відділ                                                                         |                           |
| 54                                                     | Начальник відділу — головний бухгалтер                                                        | 1                         |
| 55                                                     | Спеціаліст І категорії з бухгалтерського обліку                                               | 1                         |
|                                                        | Сектор публічних закупівель                                                                   |                           |
| 56                                                     | Завідувач сектору                                                                             | 1                         |
| 57                                                     | Головний спеціаліст                                                                           | 1                         |
|                                                        | Відділ інженерно-транспортної інфраструктури                                                  |                           |
| 58                                                     | Начальник відділу                                                                             | 1                         |
| 59                                                     | Головний спеціаліст                                                                           | 1                         |
|                                                        | Відділ благоустрою та екології                                                                |                           |
| 60                                                     | Начальник відділу                                                                             | 1                         |
| 61                                                     | Спеціаліст І категорії                                                                        | 1                         |
| 62                                                     | Інспектор                                                                                     | 1                         |
|                                                        | Відділ містобудування та архітектури                                                          |                           |
| 63                                                     | Начальник відділу — Головний архітектор Роздільнянської міської територіальної громади        | 1                         |
| 64                                                     | Спеціаліст І категорії                                                                        | 1                         |
|                                                        | Обслуговуючий персонал                                                                        |                           |
| 65                                                     | Прибиральник службових приміщень                                                              | 0,5                       |
| 66                                                     | Робітник з комплексного обслуговування й ремонту будинків                                     | 0,5                       |
|                                                        | Всього                                                                                        | 17                        |
|                                                        | Відділ соціальної політики Роздільнянської міської ради                                       |                           |
| 67                                                     | Начальник відділу                                                                             | 1                         |
| 68                                                     | Головний бухгалтер                                                                            | 1                         |
| 69                                                     | Спеціаліст І категорії                                                                        | 2                         |
|                                                        | Всього                                                                                        | 4                         |
|                                                        | Відділ «Центр надання адміністративних послуг Роздільнянської міської ради»                   |                           |
| 70                                                     | Начальник відділу                                                                             | 1                         |
| 71                                                     | Заступник начальника відділу                                                                  | 1                         |
| 72                                                     | Головний бухгалтер                                                                            | 1                         |
| 73                                                     | Державний реєстратор                                                                          | 2                         |
| 74                                                     | Адміністратор                                                                                 | 14                        |
| 75                                                     | Спеціаліст І категорії                                                                        | 1                         |
| 76                                                     | Прибиральник службових приміщень                                                              | 1                         |
|                                                        | Всього                                                                                        | 21                        |
|                                                        | Служба у справах дітей Роздільнянської міської ради                                           |                           |
| 77                                                     | Начальник служби                                                                              | 1                         |
| 78                                                     | Головний бухгалтер                                                                            | 1                         |
| 79                                                     | Провідний спеціаліст                                                                          | 2                         |
|                                                        | Всього                                                                                        | 4                         |
|                                                        | ЗАГАЛОМ ПО ВИКОНАВЧИМ ОРГАНАМ                                                                 | 66                        |
|                                                        | РАЗОМ ПО СТРУКТУРІ                                                                            | 122                       |

### Депутати
У ради скликання 2015 та 2020 років були обрані 26 депутатів. Скликання 2010 року — 36 депутатів.

#### 2020 рік, VIII скликання
Депутатський корпус Роздільнянської міської ради налічує 12 жінок і 14 чоловіків, наймолодшому депутату — Лужному Євгенію (Слуга народу), на момент обрання було 24 роки, а найстарший депутат Греков Микола («За майбутнє») 1950 року народження. Середній вік депутата на момент обрання — 47,7 років.
6 є депутатами ради VII скликання та 1 — VI скликання. Отже, депутатський склад оновився на 77 %.
Серед депутатів 18 мешканців Роздільної, 2 з Єреміївки, також є по одному представнику від сіл громади: Бецилове, Кам'янка, Поташенкове та Матишівка. Торбинська Лариса мешкає в Одесі.
4 депутати, згідно з документами, тимчасово не працюють, 3 є пенсіонерами, 3 не мають вищої освіти, лише 4 є членами партій, від яких балотувалися у раду.

##### За суб'єктами висування

Розподіл депутатських крісел у Роздільнянській міській раді (2020)

| Суб'єкт висування                                       | Кількість обраних депутатів | %     |
| ------------------------------------------------------- | --------------------------- | ----- |
| Політична Партія «Опозиційна платформа — За життя»      | 7                           | 26.92 |
| Політична Партія «Довіряй ділам»                        | 5                           | 19.23 |
| ПОЛІТИЧНА ПАРТІЯ «ЄВРОПЕЙСЬКА СОЛІДАРНІСТЬ»             | 3                           | 11.54 |
| Політична партія Всеукраїнське об'єднання «Батьківщина» | 3                           | 11.54 |
| Політична Партія «Слуга народу»                         | 3                           | 11.54 |
| Політична партія «Наш край»                             | 3                           | 11.54 |
| Політична Партія «За майбутнє»                          | 2                           | 7.69  |
| Всього:                                                 | 26                          | 100   |

##### За округами[28]
| №  | ПІБ                                   | дата народження | Освіта                     | Партійність                                    | Посада і місце роботи на момент обрання | Місце проживання                                   | виборчий округ  | к-сть голосів   | назва місцевої організації ПП             |
| -- | ------------------------------------- | --------------- | -------------------------- | ---------------------------------------------- | --- | -------------------------------------------------- | --------------- | --------------- | ----------------------------------------- |
| 1  | Дмитренко Оксана Йосипівна            | 09.08.1973      | освіта вища                | член ПП Всеукраїнське об'єднання «Батьківщина» | фізична особа-підприємець | м. Роздільна, Одеська обл.                         | перший кандидат | перший кандидат | ПП Всеукраїнське об'єднання «Батьківщина» |
| 2  | Кукса Юрій Євгенович                  | 23.3.1976       | освіта професійно-технічна | член ПП Всеукраїнське об'єднання «Батьківщина» | Акціонерне товариство «Українська залізниця» Локомотивне депо, м. Подільськ, машиніст локомотива                                                                                         | м. Роздільна, Одеська обл.                         | 2               | 31              | ПП Всеукраїнське об'єднання «Батьківщина» |
| 3  | Торбинська Лариса Іванівна            | 14.09.1954      | освіта вища                | член ПП Всеукраїнське об'єднання «Батьківщина» | Одеська обласна дитяча клінічна лікарня, лікар педіатр–неонатолог | м. Одеса, Одеська обл.                             | 4               | 41              | ПП Всеукраїнське об'єднання «Батьківщина» |
| 4  | Домброван Вадим Леонідович            | 24.1.1975       | освіта вища                | безпартійний                                   | ТОВ «Авторинок Куяльнік», директор | м. Роздільна, Одеська обл.                         | перший кандидат | перший кандидат | ПП «Слуга народу»                         |
| 5  | Лужний Євгеній Михайлович             | 29.06.1996      | освіта вища                | безпартійний                                   | тимчасово не працює | м. Роздільна, Одеська обл.                         | 1               | 42              | ПП «Слуга народу»                         |
| 6  | Антонова Тетяна Михайлівна            | 19.02.1978      | освіта вища                | безпартійна                                    | Роздільнянський районний центр соціальних служб, заступник директора | м. Роздільна, Одеська обл.                         | 1               | 19              | ПП «Слуга народу»                         |
| 7  | Буковська Наталя Володимирівна        | 17.05.1985      | освіта вища                | безпартійна                                    | ТОВ "Роздільнянське видавництво «Вперед», директор | м. Роздільна, Одеська обл.                         | перший кандидат | перший кандидат | ПП «Європейська солідарність»             |
| 8  | Приходько Борис Миколайович           | 17.06.1969      | освіта вища                | безпартійний                                   | Сільське фермерське господарство «Приходько М. С.», головний механік | м. Роздільна, Одеська обл.                         | 3               | 33              | ПП «Європейська солідарність»             |
| 9  | Сухой Микола Дмитрович                | 3.1.1964        | освіта вища                | безпартійний                                   | Комунальна установа спільної власності територіальних громад Роздільнянського району «Роздільнянський районний центр забезпечення та обслуговування закладів і установ освіти», директор | с. Єреміївка, Роздільнянський р-н, Одеська обл.    | 4               | 100             | ПП «Європейська солідарність»             |
| 10 | Головко Ганна Мефодіївна              | 12.06.1954      | освіта вища                | безпартійна                                    | Командитне товариство «Бізнес Гарант», Постійний представник на Одеській митниці | м. Роздільна, Одеська обл.                         | перший кандидат | перший кандидат | ПП «ДОВІРЯЙ ДІЛАМ»                        |
| 11 | Панкратов Олександр Миколайович       | 17.11.1969      | освіта вища                | безпартійний                                   | пенсіонер | м. Роздільна, Одеська обл.                         | 2               | 101             | ПП «ДОВІРЯЙ ДІЛАМ»                        |
| 12 | Палій Олександр Михайлович            | 15.3.1970       | освіта вища                | безпартійний                                   | фермерське господарство «Палій Олександр Михайлович», Голова | с. Бецилове, Роздільнянський р-н, Одеська обл.     | 4               | 119             | ПП «ДОВІРЯЙ ДІЛАМ»                        |
| 13 | Ільящук Євгенія Володимирівна         | 29.09.1954      | освіта вища                | безпартійна                                    | Єреміївська сільська рада, Єреміївський сільський голова | с. Єреміївка, Роздільнянський р-н, Одеська обл.    | 4               | 195             | ПП «ДОВІРЯЙ ДІЛАМ»                        |
| 14 | Берш Алла Євгенівна                   | 26.05.1954      | освіта вища                | безпартійна                                    | Центр творчості дітей та учнівської молоді, Директор | м. Роздільна, Одеська обл.                         | 3               | 60              | ПП «ДОВІРЯЙ ДІЛАМ»                        |
| 15 | Ключникова Ганна Володимирівна        | 05.01.1977      | освіта вища                | безпартійна                                    | Роздільнянська центральна районна лікарня, лікар-анестезіолог | м. Роздільна, Одеська обл.                         | 1               | 12              | ПП «За майбутнє»                          |
| 16 | Олійник Світлана Миколаївна           | 04.02.1963      | освіта вища                |                                                | Вчитель Роздільнянської ЗОШ № 2 | м. Роздільна, Одеська обл.                         |                 |                 | ПП «За майбутнє»                          |
| 17 | Нестєров Володимир Анатолійович       | 17.10.1968      | освіта інші види освіти    | безпартійний                                   | тимчасово не працює | м. Роздільна, Одеська обл.                         | 2               | 124             | ПП «Опозиційна платформа — за життя»      |
| 18 | Станішевський Володимир Олександрович | 27.2.1981       | освіта вища                | безпартійний                                   | тимчасово не працює | с. Яковлівка, Роздільнянський р-н, Одеська обл.    | 1               | 171             | ПП «Опозиційна платформа — за життя»      |
| 19 | Карай Іван Олександрович              | 13.06.1963      | освіта загальна середня    | безпартійний                                   | тимчасово не працює | с. Покровка, Роздільнянський р-н, Одеська обл.     | 2               | 137             | ПП «Опозиційна платформа — за життя»      |
| 20 | Пономаренко Олег Віталійович          | 02.01.1966      | освіта вища                | безпартійний                                   | Державне підприємство «Дослідне господарство ім. О. В. Суворова» інституту сільського господарства Причорномор'я Національної Академії аграрних наук України, заступник директора        | с. Поташенкове, Роздільнянський р-н, Одеська обл.  | 4               | 157             | ПП «Опозиційна платформа — за життя»      |
| 21 | Ільченко Тетяна Василівна             | 4.07.1979       | освіта вища                | безпартійний                                   | підприємство з іноземними інвестиціями «АМІК Україна», начальник | м. Роздільна, Одеська обл.                         | 2               | 48              | ПП «Опозиційна платформа — за життя»      |
| 22 | Марченко Сергій Леонідович            | 27.10.1970      | освіта вища                | безпартійний                                   | фізична особа-підприємець | м. Роздільна, Одеська обл.                         | 3               | 61              | ПП «Опозиційна платформа — за життя»      |
| 23 | Кіндзерська Людмила Вікторівна        | 30.03.1969      | освіта вища                | безпартійна                                    | Слобідський навчально-виховний комплекс «Загальноосвітня школа I—III ступенів- заклад дошкільної освіти», директор                                                                       | с. Нові Чобручі, Роздільнянський р-н, Одеська обл. | 3               | 35              | ПП «Опозиційна платформа — за життя»      |
| 24 | Ісаєва Наталя Олександрівна           | 11.12.1982      | освіта вища                | безпартійна                                    | відділ ведення баз даних АТ Одеські електромережі | м. Роздільна, Одеська обл.                         | 1               | 68              | ПП «Наш край»                             |
| 25 | Вадовська Людмила Миколаївна          | 13.01.1961      | освіта професійно-технічна | безпартійна                                    | фізична особа-підприємець | м. Роздільна, Одеська обл.                         | 1               | 79              | ПП «Наш край»                             |
| 26 | Соловйов Олександр Вікторович         | 24.11.1984      | освіта вища                | безпартійний                                   | відділ житлово-комунального господарства, містобудування та архітектури виконавчого комітету Роздільнянської міської ради, начальник                                                     | м. Роздільна, Одеська обл.                         | 1               | 62              | ПП «Наш край»                             |

| № | ПІБ                             | дата народження | Освіта      | Партійність                       | Посада і місце роботи                                      | Місце проживання                                | виборчий округ  | к-сть голосів   | назва місцевої організації ПП        | Причина складання мандату                                                                                    | Дата оприлюднення рішення |
| - | ------------------------------- | --------------- | ----------- | --------------------------------- | ---------------------------------------------------------- | ----------------------------------------------- | --------------- | --------------- | ------------------------------------ | --- | ------------------------- |
| 1 | Петров Денис Васильович         | 22.07.1983      | освіта вища | безпартійний                      | Роздільнянська міська рада, заступник голови               | м. Роздільна, Одеська обл.                      | перший кандидат | перший кандидат | ПП «За майбутнє»                     | Обрання на посаду заступника міського голови з питань діяльності виконавчих органів ради з соціальних питань | 16.12.2020                |
| 2 | Ісаєв Олександр Валерійович     | 12.04.1979      | освіта вища | член Політичної партії «НАШ КРАЙ» | Роздільнянська міська рада, секретар                       | м. Роздільна, Одеська обл.                      | перший кандидат | перший кандидат | ПП «Наш край»                        | Обрання на посаду заступника міського голови з питань діяльності виконавчих органів ради з соціальних питань | 16.12.2020                |
| 3 | Довганенко Ігор Георгійович     | 27.06.1964      | освіта вища | безпартійний                      | фізична особа-підприємець                                  | м. Роздільна, Одеська обл.                      | 4               | 2               | ПП «За майбутнє»                     | Набуття депутатських повноважень у Роздільнянській районній раді                                             | 24.12.2020                |
| 4 | Петровська Валентина Миколаївна | 19.1.1986       | освіта вища | безпартійна                       | загальноосвітня школа І—III ступенів с. Кам'янка, директор | с. Кам'янка, Роздільнянський р-н, Одеська обл.  | 2               | 181             | ПП «Опозиційна платформа — за життя» | За власним бажанням                                                                                          |                           |
| 5 | Маслов Сергій Вікторович        | 01.06.1980      | освіта вища | безпартійний                      | тимчасово не працює                                        | м. Роздільна, Одеська обл.                      | 2               | 108             | ПП «Опозиційна платформа — за життя» | За власним бажанням                                                                                          |                           |
| 6 | Маслова Вікторія Володимирівна  | 12.8.1983       | освіта вища | безпартійна                       | фізична особа-підприємець                                  | м. Роздільна, Одеська обл.                      | 3               | 67              | ПП «Опозиційна платформа — за життя» | За власним бажанням                                                                                          | 24.11.2021                |
| 7 | Подолінський Олег Михайлович    | 21.10.1969      | освіта вища | безпартійний                      | Пенсіонер                                                  | с. Матишівка, Роздільнянський р-н, Одеська обл. | 4               | 148             | ПП «Опозиційна платформа — за життя» | За власним бажанням                                                                                          |                           |
| 8 | Греков Микола Васильович        | 1.10.1950       | освіта вища | безпартійний                      | пенсіонер                                                  | м. Роздільна, Одеська обл.                      | 3               | 13              | ПП «За майбутнє»                     | |                           |

| № | ПІБ                               | дата народження | Освіта      | Партійність                                       | Посада і місце роботи                                                   | Місце проживання           | виборчий округ  | к-сть голосів   | назва місцевої організації ПП             | Причина неотримання мандату                        |
| - | --------------------------------- | --------------- | ----------- | ------------------------------------------------- | ----------------------------------------------------------------------- | -------------------------- | --------------- | --------------- | ----------------------------------------- | -------------------------------------------------- |
| 1 | Дмитренко Владислав Олександрович | 31.3.1997       | освіта вища | член ПП Всеукраїнське об'єднання «Батьківщина»    | «Макдональдз Юкрейн ЛТД», працівник закладу ресторанного харчування     | м. Роздільна, Одеська обл. | 1               | 62              | ПП Всеукраїнське об'єднання «Батьківщина» | Обраний депутатом до Роздільнянської районної ради |
| 2 | Крилов Сергій Миколайович         | 09.01.1969      | освіта вища | член ПОЛІТИЧНОЇ ПАРТІЇ «ЄВРОПЕЙСЬКА СОЛІДАРНІСТЬ» | районна рада Роздільнянського району Одеської області, заступник голови | м. Роздільна, Одеська обл. | 1               | 42              | ПП «Європейська солідарність»             | Обраний депутатом до Роздільнянської районної ради |
| 3 | Пресман Олександр Семенович       | 10.4.1961       | освіта вища | безпартійний                                      | тимчасово не працює                                                     | м. Одеса, Одеська обл.     | перший кандидат | перший кандидат | ПП «Опозиційна платформа — за життя»      | Обраний депутатом до Роздільнянської районної ради |
| 4 | Волощенко Руслан Миколайович      | 10.11.1975      | освіта вища | безпартійний                                      | тимчасово не працює                                                     | м. Роздільна, Одеська обл. | 3               | 89              | ПП «Опозиційна платформа — за життя»      |                                                    |

#### 2015 рік, VII скликання

##### За суб'єктами висування
| Суб'єкт висування                                                                         | Кількість обраних депутатів | %     |
| ----------------------------------------------------------------------------------------- | --------------------------- | ----- |
| Політична партія «Опозиційний блок»                                                       | 6                           | 23.08 |
| Політична партія «Європейська солідарність» (Партія "Блок Петра Порошенка «Солідарність») | 5                           | 19.23 |
| Політична партія Всеукраїнське об'єднання «Батьківщина»                                   | 4                           | 15.38 |
| Партія «Відродження»                                                                      | 3                           | 11.54 |
| Політична партія «Радикальна партія Олега Ляшка» (Радикальна партія Олега Ляшка)          | 3                           | 11.54 |
| Політична партія «Наш край»                                                               | 3                           | 11.54 |
| Аграрна партія України                                                                    | 2                           | 7.69  |
| Всього:                                                                                   | 26                          | 100   |

##### За округами
| № округу                                                                                  | Прізвище, ім'я, по батькові         | Дата народження                     | Відомості про обраного депутата | Голосів ЗА у ТВО                    | %                                   |
| Політична партія «Опозиційний блок»                                                       | Політична партія «Опозиційний блок» | Політична партія «Опозиційний блок» | Політична партія «Опозиційний блок» | Політична партія «Опозиційний блок» | Політична партія «Опозиційний блок» |
| ----------------------------------------------------------------------------------------- | ----------------------------------- | ----------------------------------- | --- | ----------------------------------- | ----------------------------------- |
| Перший кандидат                                                                           | Долгій Владислав Сергійович         | 01.01.1994                          | Освіта вища, член Політичної Партії «Опозиційний блок», Студент, місце проживання: м. Роздільна, Роздільнянський р-н., Одеська обл.                                                                                            |                                     |                                     |
| 24                                                                                        | Голубов Сергій Володимирович        | 13.10.1990                          | Освіта вища, безпартійний, Фізична особа-підприємець, місце проживання: м. Роздільна, Роздільнянський р-н., Одеська обл. | 44                                  | 31,4286                             |
| 5                                                                                         | Чаплигін Андрій Вікторович          | 29.03.1974                          | Освіта вища, безпартійний, Одеська регіональна служба державного санітарного контролю та нагляду на кордоні, Лікар ветеринарної медицини, місце проживання: м. Роздільна, Роздільнянський р-н., Одеська обл.                   | 41                                  | 29,7101                             |
| 12                                                                                        | Процюк Олена Вікторівна             | 29.07.1981                          | Освіта загальна середня, безпартійна, Вагонне депо станція Одеса-Мала, Прасувальниця, місце проживання: м. Роздільна, Роздільнянський р-н., Одеська обл.                                                                       | 52                                  | 28,8889                             |
| 25                                                                                        | Комков Дмитро Павлович              | 08.06.1976                          | Освіта професійно-технічна, безпартійний, тимчасово не працює, місце проживання: м. Роздільна, Роздільнянський р-н., Одеська обл.                                                                                              | 38                                  | 27,9412                             |
| 20                                                                                        | Топтунова Наталія Василівна         | 26.12.1956                          | Освіта вища, безпартійна, Міжрайонне управління Головного управління Держсанепідслужби в Одеській області, Лікар-епідеміолог санітарно-карантинного пункту, місце проживання: м. Роздільна, Роздільнянський р-н., Одеська обл. | 39                                  | 26,8966                             |
| Політична партія «Європейська солідарність» (Партія "Блок Петра Порошенка «Солідарність») |                                     |                                     | |                                     |                                     |
| Перший кандидат                                                                           | Тєгляєва Олена Вікторівна           | 20.09.1977                          | Освіта вища, член партії "Блок Петра Порошенка «Солідарність», Роздільнянська міська рада, секретар міської ради, місце проживання: м. Роздільна, Роздільнянський р-н, Одеська обл.                                            |                                     |                                     |
| 2                                                                                         | Панкратов Олександр Миколайович     | 17.11.1969                          | Освіта вища, безпартійний, пенсіонер, місце проживання: м. Роздільна, Роздільнянський р-н, Одеська обл. | 56                                  | 37,3333                             |
| 26                                                                                        | Соловьєв Олександр Вікторович       | 24.11.1984                          | Освіта вища, безпартійний, Роздільнянська міська рада, спеціаліст-архитектор, місце проживання: м. Роздільна, Роздільнянський р-н, Одеська обл.                                                                                | 41                                  | 36,9369                             |
| 4                                                                                         | Алієв Гусейн Тагі Огли              | 03.06.1960                          | Освіта вища, безпартійний, Роздільнянська дистанція колії Одеської ЗД № 2, заступник начальника, місце проживання: м. Роздільна, Роздільнянський р-н, Одеська обл.                                                             | 58                                  | 30,3665                             |
| 13                                                                                        | Кінаш Генадій Володимирович         | 16.10.1961                          | Освіта вища, член ПАРТІЇ "БЛОК ПЕТРА ПОРОШЕНКА «СОЛІДАРНІСТЬ», Комунальне підприємство Роздільнянський міський водоканал, директор, місце проживання: м. Роздільна, Роздільнянський р-н, Одеська обл.                          | 49                                  | 28,8235                             |
| Політична партія Всеукраїнське об'єднання «Батьківщина»                                   |                                     |                                     | |                                     |                                     |
| Перший кандидат                                                                           | Швець Наталя Олексіївна             | 27.03.1977                          | Освіта вища, член політичної партії Всеукраїнське об'єднання «Батьківщина», тимчасово не працює, місце проживання: м. Роздільна, Роздільнянський р-н, Одеська обл.                                                             |                                     |                                     |
| 14                                                                                        | Дмитренко Оксана Йосипівна          | 09.08.1973                          | Освіта вища, член політичної партії Всеукраїнське об'єднання «Батьківщина», Фізична особа-підприємець, місце проживання: м. Роздільна, Роздільнянський р-н, Одеська обл.                                                       | 53                                  | 33,3333                             |
| 18                                                                                        | Гандибул Олександр Петрович         | 25.06.1964                          | Освіта професійно-технічна, безпартійний, Фізична особа-підприємець, місце проживання: м. Роздільна, Роздільнянський р-н, Одеська обл.                                                                                         | 39                                  | 26,3514                             |
| 6                                                                                         | Каракулін Михайло Якович            | 05.11.1952                          | Освіта вища, безпартійний, тимчасово не працює, місце проживання: м. Роздільна, Роздільнянський р-н, Одеська обл. | 32                                  | 22,6950                             |
| Партія «Відродження»                                                                      |                                     |                                     | |                                     |                                     |
| Перший кандидат                                                                           | Головко Ганна Мефодіївна            | 12.06.1954                          | Освіта вища, член Партії «Відродження», КТ «БізнесГарант», Постійний представник на Одеській митниці, місце проживання: м. Роздільна, Роздільнянський р-н., Одеська обл.                                                       |                                     |                                     |
| 7                                                                                         | Кукса Юрій Євгенович                | 23.03.1976                          | Освіта середня спеціальна, безпартійний, Роздільнянське зворотне депо Одеської залізниці, Машиніст локомотива, місце проживання: м. Роздільна, Роздільнянський р-н., Одеська обл.                                              | 24                                  | 19,3548                             |
| 17                                                                                        | Доронін Віталій Євгенович           | 13.06.1968                          | Освіта вища, безпартійний, Фізична особа-підприємець, місце проживання: м. Роздільна, Роздільнянський р-н., Одеська обл. | 27                                  | 14,4385                             |
| Політична партія «Наш край»                                                               |                                     |                                     | |                                     |                                     |
| Перший кандидат                                                                           | Ісаєв Олександр Валерійович         | 12.04.1979                          | Освіта вища, член Політичної партії «Наш край», Роздільнянська міська рада Одеської області, Заступник міського голови, місце проживання: м. Роздільна, Роздільнянський р-н, Одеська обл.                                      |                                     |                                     |
| 26                                                                                        | Поштаренко Віктор Вікторович        | 25.03.1971                          | Освіта вища, безпартійний, Державна фітосанітарна інспекція в Одеській області, Державний фітосанітарний інспектор, місце проживання: м. Роздільна, Роздільнянський р-н, Одеська обл.                                          | 22                                  | 19,8198                             |
| 25                                                                                        | Букреєв Олександр Іванович          | 16.01.1960                          | Освіта вища, член Політичної партії «Наш край», пенсіонер, місце проживання: м. Роздільна, Роздільнянський р-н, Одеська обл.                                                                                                   | 25                                  | 18,3824                             |
| Політична партія «Радикальна партія Олега Ляшка» (Радикальна партія Олега Ляшка)          |                                     |                                     | |                                     |                                     |
| Перший кандидат                                                                           | Тегляєв Андрій Вікторович           | 30.11.1971                          | Освіта вища, безпартійний, Роздільнянський військовий комісаріат, Начальник відділення забезпечення, місце проживання: м. Роздільна, Роздільнянський р-н., Одеська обл.                                                        |                                     |                                     |
| 9                                                                                         | Пушкаренко Тетяна Миколаївна        | 08.10.1982                          | Освіта вища, безпартійна, ТВБВ № 10015/0358 філії ОУУ АТ «Ощадбанк», Керуюча ТВБВ, місце проживання: м. Роздільна, Роздільнянський р-н., Одеська обл.                                                                          | 43                                  | 25,2941                             |
| 6                                                                                         | Писаренко Василь Іванович           | 30.01.1961                          | Освіта вища, член Радикальної партії Олега Ляшка, КП Роздільнянське джерело, директор, місце проживання: м. Роздільна, Роздільнянський р-н., Одеська обл.                                                                      | 32                                  | 22,6950                             |
| Аграрна партія України                                                                    |                                     |                                     | |                                     |                                     |
| Перший кандидат                                                                           | Скрипник Сергій Євгенович           | 23.11.1962                          | Освіта вища, член Аграрної партії України, ТОВ «Максима», директор, місце проживання: м. Роздільна, Роздільнянський р-н., Одеська обл.                                                                                         |                                     |                                     |
| 12                                                                                        | Стадник Любов Василівна             | 22.07.1962                          | Освіта вища, член Аграрної партії України, Роздільнянська центральна районна лікарня, Лікар функціональної діагностики, місце проживання: м. Роздільна, Роздільнянський р-н., Одеська обл.                                     | 26                                  | 14,4440                             |

#### 2010 рік, VI скликання
За результатами місцевих виборів 2010 року депутатами ради стали:

##### За суб'єктами висування
| Суб'єкт висування                 | Кількість обраних депутатів | %    |
| --------------------------------- | --------------------------- | ---- |
| Партія регіонів                   | 21                          | 58,3 |
| Народна партія                    | 7                           | 19,4 |
| Політична партія «Сильна Україна» | 4                           | 11,1 |
| Соціалістична партія України      | 2                           | 5,6  |
| Політична партія «Наша Україна»   | 1                           | 2,8  |
| Політична партія «Фронт Змін»     | 1                           | 2,8  |
| Всього                            | 36                          | 100  |

##### За округами
| № округу                          | Прізвище, ім'я, по батькові     | Дата визнання обраним | Освіта             | Партійна приналежність                  | Відомості про обраного депутата                                                                                      |
| Народна Партія                    | Народна Партія                  | Народна Партія        | Народна Партія     | Народна Партія                          | Народна Партія |
| --------------------------------- | ------------------------------- | --------------------- | ------------------ | --------------------------------------- | --- |
| б/м                               | Лужний Михайло Миколайович      | 05.11.2010            | вища               | член Народної партії                    | Роздільнянська міська рада, міський голова                                                                           |
| б/м                               | Драгомиров Юрій Васильович      | 05.11.2010            | середня            | член Народної партії                    | торговельний дім «ЖАН», управляючий                                                                                  |
| б/м                               | Бесараба Людмила Леонідівна     | 05.11.2010            | вища               | член Народної партії                    | Роздільнянська районна рада, завідувачка відділу з бюджету                                                           |
| б/м                               | Оніщенко Лариса Антонівна       | 05.11.2010            | вища               | член Народної партії                    | цех обслуговування споживачів № 7, начальник                                                                         |
| 2                                 | Панкратов Олександр Миколайович | 05.11.2010            | вища               | позапартійний                           | Ягорлицька митниця, начальник                                                                                        |
| 3                                 | Алієв Гусейн Тагі-огли          | 05.11.2010            | вища               | член Народної партії                    | Роздільнянська міська рада, заступник голови                                                                         |
| 11                                | Пушкаренко Олег Васильович      | 05.11.2010            | вища               | член Народної партії                    | Роздільнянська дистанція колії Одеської залізниці, заступник начальника                                              |
| Партія регіонів                   |                                 |                       |                    |                                         | |
| б/м                               | Александров Олександр Борисович | 05.11.2010            | вища               | член Партії регіонів                    | приватний підприємець                                                                                                |
| б/м                               | Нескородюк Олександр Петрович   | 05.11.2010            | вища               | член Партії регіонів                    | приватний підприємець                                                                                                |
| б/м                               | Тегляєва Олена Вікторівна       | 05.11.2010            | вища               | позапартійна                            | Роздільнянська міжрайонна державна податкова інспекція, головний державний податковий інспектор (декретна відпустка) |
| б/м                               | Бойко Олег Андрійович           | 05.11.2010            | вища               | член Партії регіонів                    | приватний підприємець                                                                                                |
| б/м                               | Гончарова Людмила Миколаївна    | 05.11.2010            | вища               | член Партії регіонів                    | приватний підприємець                                                                                                |
| б/м                               | Данілюк Андрій Олександрович    | 05.11.2010            | середня спеціальна | член Партії регіонів                    | Роздільнянська районна рада, водій                                                                                   |
| б/м                               | Тесніков Юрій Петрович          | 05.11.2010            | вища               | член Партії регіонів                    | пенсіонер |
| б/м                               | Балик Людмила Михайлівна        | 05.11.2010            | вища               | член Партії регіонів                    | Роздільнянське бюро технічної інвентаризації, керівник                                                               |
| 1                                 | Пінаєва Марина Валентинівна     | 05.11.2010            | вища               | позапартійна                            | приватний підприємець                                                                                                |
| 4                                 | Степанова Ганна Степанівна      | 05.11.2010            | вища               | позапартійна                            | газета «Одеські вісті», власний кореспондент                                                                         |
| 5                                 | Гринь Валентина Іванівна        | 05.11.2010            | вища               | член Партії регіонів                    | приватний підприємець                                                                                                |
| 6                                 | Панчошенко Сергій Олександрович | 05.11.2010            | вища               | позапартійний                           | приватний адвокат |
| 7                                 | Мосолов Михайло Іванович        | 05.11.2010            | середня            | член Партії регіонів                    | ТОВ «Макс», директор                                                                                                 |
| 8                                 | Грекова Олена Костянтинівна     | 05.11.2010            | середня            | позапартійна                            | Роздільнянська ЦРЛ, старша медична сестра                                                                            |
| 9                                 | Головко Ганна Мефодіївна        | 05.11.2010            | вища               | член Партії регіонів                    | командитне товариство «Бізнес Гарант», постійний представник                                                         |
| 10                                | Зімін Володимир Миколайович     | 05.11.2010            | вища               | член Партії регіонів                    | Роздільнянська РДА, начальник відділу                                                                                |
| 12                                | Муравська Тетяна Миколаївна     | 05.11.2010            | вища               | позапартійна                            | Роздільнянська поліклініка, заступник головного лікаря                                                               |
| 13                                | Плохотнюк Василь Степанович     | 05.11.2010            | вища               | позапартійний                           | школа-гімназія № 1 м. Роздільна, директор                                                                            |
| 14                                | Вадовська Людмила Миколаївна    | 05.11.2010            | середня            | член Партії регіонів                    | приватний підприємець                                                                                                |
| 15                                | Долгий Леонід Васильович        | 05.11.2010            | вища               | член Партії регіонів                    | Роздільнянська районна організація Партії регіонів, інструктор                                                       |
| 16                                | Сватковська Наталя Георгіївна   | 05.11.2010            | вища               | позапартійна                            | Роздільнянська ЦРЛ, завідувачка відділення                                                                           |
| Політична партія «Наша Україна»   |                                 |                       |                    |                                         | |
| б/м                               | Науменко Анатолій Григорович    | 05.11.2010            | вища               | член Політичної партії «Наша Україна»   | тимчасово не працює                                                                                                  |
| Політична партія «Сильна Україна» |                                 |                       |                    |                                         | |
| б/м                               | Волощенко Вадим Борисович       | 05.11.2010            | вища               | член Політичної партії «Сильна Україна» | приватний підприємець                                                                                                |
| б/м                               | Воробйов Олег Олегович          | 05.11.2010            | вища               | член Політичної партії «Сильна Україна» | приватний підприємець                                                                                                |
| б/м                               | Матвійчук Сергій Володимирович  | 05.11.2010            | середня            | член Політичної партії «Сильна Україна» | фермерське господарство «Вишневий сад» интер групп лтд, голова                                                       |
| 18                                | Букреєв Олександр Іванович      | 05.11.2010            | вища               | член Політичної партії «Сильна Україна» | пенсіонер |
| Політична партія «Фронт Змін»     |                                 |                       |                    |                                         | |
| б/м                               | Герус Геннадій Олегович         | 05.11.2010            | вища               | позапартійний                           | приватний підприємець                                                                                                |
| Соціалістична партія України      |                                 |                       |                    |                                         | |
| б/м                               | Тегляєв Андрій Вікторович       | 05.11.2010            | вища               | позапартійний                           | Роздільнянська районна рада, завідувач відділу виконавчого апарата                                                   |
| 17                                | Соловйов Олександр Вікторович   | 05.11.2010            | вища               | позапартійний                           | тимчасово не працює                                                                                                  |